# Serverová farma
Serverová farma je vzájemné propojení vícero různých počítačů. Typicky jsou spravovány organizacemi, které serverové farmy využívají k tomu, aby mohly využívat výkon několika počítačů současně a provádět tak činnosti, které by jeden počítač sám provádět nemohl. Často jsou serverové farmy složeny z tisíců zařízení, které tak mají v součtu vysoké nároky na energie a na chlazení. Pokud jsou serverové farmy využívány za účelem dosažení maximálního možného výkonu, jsou jejich požadavky na energie a chlazení mimořádně vysoké. Výkon serverových farem je proto do značné míry závislý na možnostech přísunu energie a dostatečně efektivního chlazení. Nacházejí se často ve speciálních serverových místnostech, ovládány jsou pak buď rovněž ze serverové místnosti nebo z datových center přes tzv. racky.
Součástí serverových farem mohou být také záložní servery, které mohou převzít funkcionalitu primárních serverů v případě jejich poruchy. Serverové farmy jsou zpravidla úzce propojeny se síťovými přepínači a routery, které umožňují komunikaci mezi různými částmi farmy. Serverové farmy jsou často využívány jako počítačové clustery a mohou být základem pro fungování superpočítačů.
Velmi často jsou serverové farmy využívány také k webhostingu, přičemž v posledních dekádách jsou serverové farmy preferovanější volbou než tzv. mainframe. Selhání konkrétního počítače je v serverových farmách totiž poměrně běžné, nicméně následky takového selhání jsou mnohdy zanedbatelné díky například tzv. Failoveru.